# Der Prozeß Carl von O.
Der Prozeß Carl von O. ist ein deutsches Dokumentar-Fernsehspiel aus dem Jahre 1964 von John Olden mit Rolf Henniger als Pazifist und Publizist Carl von Ossietzky. Im Zentrum des Geschehens steht der Weltbühne-Prozess.

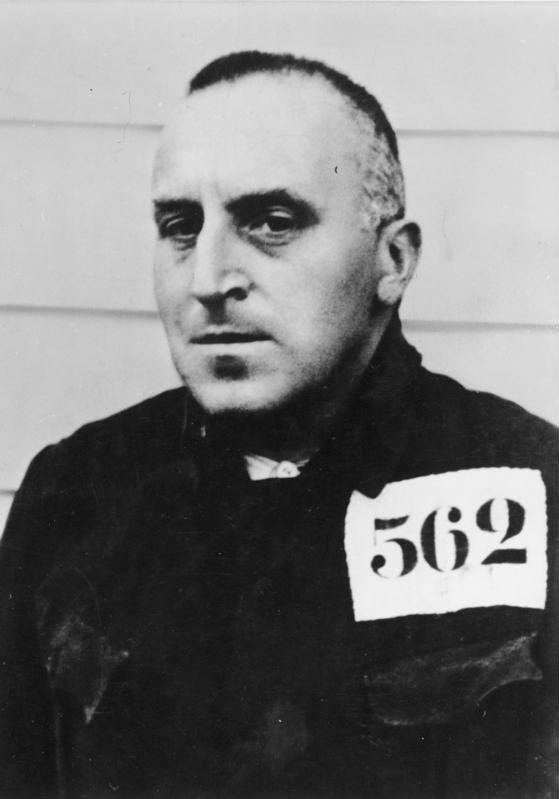
Der reale Carl von Ossietzky (als KZ-Häftling 1934)

## Handlung
Der Zeitrahmen der Handlung ist Deutschland im Frühjahr 1931. Die Weimarer Republik durchlebt zu dieser Zeit schwerste politische Turbulenzen, die demokratischen Institutionen werden vor allem von erzkonservativen bis rechtsextremistischen Kreisen angegriffen: Die SA der NSDAP trägt ihren Kampf gegen die verhasste deutsche Demokratie der sogenannten „Systemzeit“ auf die Straße hinaus und gerät dabei immer wieder in gewalttätige Konfrontation mit den Kommunisten, der sogenannten Rotfront. Währenddessen versucht man im Reichswehrministerium schon seit einigen Jahren die Fesseln des „Versailler Diktats“ heimlich abzuschütteln, in dem reaktionäre Generäle vor allem in der militärischen genutzten Luftfahrt heimlich Aufrüstung und eine enge Zusammenarbeit mit der Sowjetunion, wie Deutschland zu dieser Zeit international ein Paria, betreiben. 
Der Pazifist Carl von Ossietzky, Chefredakteur der satirisch-kritischen Wochenzeitung Die Weltbühne, mahnt mit den von ihm publizierten Texten immer wieder davor, dass Deutschland mit seiner Wiederbewaffnung auf dem Weg zu einem erneuten Waffengang und die Demokratie in generalis gefährdet sei. Ein, zwei Jahre zuvor erschienener Artikel, der die heimliche Aufrüstung thematisierte, führt schließlich im März 1931 zu einem Aufsehen erregenden Prozess gegen Ossietzky und seinen Mitstreiter Walter Kreiser, einem Luftfahrtexperten, der 1929 den beanstandeten Artikel unter dem Pseudonym „Heinz Jäger“ verfasste. Die Weimarer Justiz versucht nicht weniger, als mit diesem Prozess sowohl die „Weltbühne“ als auch deren intellektuellen Kopf Ossietzky zu erledigen und ist sich dabei keiner noch so schändlichen Mittel zu schade. Am Ende muss Ossietzky für 18 Monate hinter Gitter, während sich sein Mitangeklagter Walter Kreiser alias Heinz Jäger nach Frankreich absetzt.

## Produktionsnotizen
Das Prozeß Carl von O. wurde 1963 gedreht und am 10. Februar 1964 um 20 Uhr 15 in der ARD erstmals ausgestrahlt.
Wilhelm Vorwerg entwarf das Szenenbild.

## Wissenswertes
Den Prozess gegen Ossietzky hatte es ab dem 30. März 1931 tatsächlich gegeben. Angeblich hatten er und sein Kollege Walter Kreiser mit dem zwei Jahre zuvor publizierten Artikel „Windiges aus der deutschen Luftfahrt“ über geheime Aufrüstungsaktivitäten der Reichswehr Staatsgeheimnisse verraten. Beide Journalisten wurden zu 18 Monaten Haft verurteilt. Der Film stellt die letztlich absurde Anklage gegen Ossietzky wegen angeblichen Landesverrats einem weiteren, zeitgleich stattfindenden Prozess gegen den nationalsozialistischen Totschläger Pehlke gegenüber. Während die reaktionäre Justiz den Weltbühne-Chefredakteur aufgrund des künstlich inkriminierten Artikels verurteilte, wurde der SA-Mann Pehlke hingegen freigesprochen. Dieser Prozess gilt als Musterbeispiel politischer Justiz in der Weimarer Republik. Das Urteil erregte international großes Aufsehen.

## Kritiken
„Mit intensivem Interesse an der Aufklärung an der Vergangenheit beteiligten sich M(atray)/Krüger an dem Versuch einer fernsehspezifisch  journalistisch fiktiven Form des Films, dem Dokumentarspiel, das Bedeutsames aus der jüngeren Geschichte einem breiten Publikum nahebringen soll. Etwa … den ‚Weltbühne‘-Prozess (Der Prozeß Carl von O., 1964) gegen Ossietzky und den schon für die Weimarer Justiz charakteristischen Versuch, unbequemen Journalismus zu kriminalisieren, während andererseits Mörder in SA-Uniform geschont wurden.“

„Maria Matray und Answald Krüger versuchten, in ihrem ‚Prozess Carl von O.‘ beides zu koppeln. Den Beweis, dass das möglich ist, blieben sie schuldig. Nur bei der Hauptperson bemühten sie sich um historische Treue. Schon dem Autor des Artikels, der zu dem Prozess führte, gaben sie einen anderen Namen. Und die Gegenspieler – Minister, Generale, Justizbeamte – waren typisiert, Karikaturen, wie sie allenfalls im Kabarett oder in einer politischen Satire am Platz sind. Dazu erfanden sie eine Nebenhandlung, die einen so breiten Raum einnahm, dass die Haupthandlung streckenweise zweitrangig wurde.“

„Der Zuschauer wurde in einen Strudel dramatischer Konflikte gerissen; er war nicht informiert, konnte sie nicht ganz verstehen. Das war der Mangel. Die szenisch gefertigten Tatbestände, dazu noch aus einem sehr vielschichtigen Geschehenskreis, standen frei im Raum. Eine Wertungsformel fehlte. Vieles musste missverstanden werden. Was gezeigt wurde, reichte nicht zur Zeitperspektive. Wesentliches wurde verschwiegen, sehr zum Nachteil der Ereignisse und Personen. Die Gefahr der Schwarz-Weiß-Zeichnung lag nahe. Das war nicht gut. (…) Sehr zu loben war die Regie und das durchwegs faszinierende Spiel.“

## Auszeichnungen
- DAG-Fernsehpreis 1965 in Silber